# Лабуништа
Лабуништа (Лабуниште, мкд. Лабуништа) су насеље у Северној Македонији, у западном делу државе. Лабуништа припадају општини Струга.
Лабуништа су до 2004. године били седиште истоимене општине, која је потом припојена општини Струга.

## Географија
Насеље Лабуништа је смештено у западном делу Северне Македоније, близу државне границе са Албанијом (7 km западно од насеља). Од најближег града, Струге, насеље је удаљено 14 km северно.
Лабуништа се налазе у историјској области Дримкол, која се обухвата северну обалу Охридског језера, око истока Црног Дрима из језера. Насеље је смештено на северзападном ободу Струшког поља, док се западно издиже планина Јабланица. Источно од насеља Црни Дрим је преграђен, па је ту образовано вештачко језеро Глобочица. Надморска висина насеља је приближно 870 метара.
Клима у насељу, и поред знатне надморске висине, има жупне одлике, па је пре умерено континентална него планинска.

## Историја
Крајем 19. века Лабуништа су била у саставу Османског царства, где су управно потпадала под Струшку нахију Охридске казе (Битољски вилајет).
По статистици Васила Кнчова село је 1900. имало 1460 становника, од чега 800. „Бугара“ муслимана и 660. „Бугара“ хришћана.
По статистици Димитрија Мишева из 1903. у селу је живело 128 „Бугара“, односно верника Бугарске егзархије и 512 „Бугара“ патријаршиста-србомана, односно Срба. У селу је постојала и српска и бугарска школа. Због одлучности стновништва да остану Срби село је називано „Малом Шумадијом“.
Масовно отварање српских школа у Јужној Србији и Македонији кренуло је тек 1897. године. Тада је Царском Ирадом турски Султан дозволио отварање српских школа где год је поднета уредна молба. Те године отворена је српска народна школа у том месту. "Мутевелија" (управник) те школе је био 1900. године мештанин Петар Пајкић, а учитељ Коста Марковић. То је четвороразредна основна школа са забавиштем у коју иде 44 ученика. Ученици долазе и из оближњег места Маруништа.
Године 1904. у "Лабуништу" је свечано прослављен српски празник Савиндан. Поред педесетак Срба домаћина и ученика и народа, присуствовали су угледнији Турци из околине. После литургије коју је служио у месном храму парох подгоричко-лабунишки поп Ставра Костић, у месној цркви, обављено је водоосвећење и резање колача у просторијама српске школе. Учитељ је тада у месту био Коста Г. Марковић. Српска школа је ту основана 1897. године. Скупљен је прилог за месни Школски фонд основан 1902. године, чији је капитал узео у зајам под каматом, Васа Вучковић. У месту се тада радило на оснивању "Задруге за међусобно помагање и штедњу"; тада су се потписали нови чланови и усвојен статут задружни. О школској слави 1906. године, службу је вршио поп Серафим Крстић, а славски школски домаћин био школски послужитељ Стојан Петровић.

## Становништво
Лабуништа су према последњем попису из 2002. године имала 5.936 становника.
Етнички састав:
| Националност | укупно         |
| Македонци    | 371 (6,3%)     |
| Албанци      | 4.288 (72,2%)¹ |
| Турци        | 879 (14,8%)    |
| Роми         | 3              |
| Цинцари      | 1              |
| Срби         | 1              |
| бошњаци      | 31             |
| други        | 362            |

¹* Већина изјашњених као Албанци су заправо Торбеши, словенски муслимани на тлу Македоније.
Већинска вероисповест је ислам, а мањинска православље.

## Рођени у Лабуништима
- Анђелко Крстић, српски књижевник;
- Ђорђе Цветковић, војвода Дримколски, српски четнички војвода из времена борбе за Македонију до Балканских ратова;
- Никола Анђелковић (20. мај 1902 - 1944), српски четнички командант у Другом светском рату.
- Стојан Крстић, свештеник;
- Илија Илић (1879 - 1942), солунски добровољац
- Милисав Антонијевић (1913 - 2001), учитељ и писац